# Fran Vrbanić
Fran (Franjo) Vrbanić (Gospić, 1847. november 1. – Zágráb, 1909. augusztus 26.), horvát jogtudós, politikus, akadémikus, egyetemi tanár, a Zágrábi Egyetem rektora.

## Élete és munkássága
1847-ben Gospićban született, ahol apja katonaként szolgált, de a család már 1852-ben Zágrábba költözött. Már középiskolás korában foglalkozott irodalmi munkával és fordítással. Több verse jelent meg a „Danica ilirska” irodalmi folyóiratban, de nagy érdeklődéssel gyűjtötte szülőhelyének népdalait is.  Jogi tanulmányait a zágrábi jogakadémián végezte, majd 1872-ben Bécsben doktorált. 1873-tól a Zágrábi Egyetemen tanított kereskedelmi és váltójogot, 1874-től pedig statisztikát. Nevéhez fűződik a zágrábi Statisztikai Hivatal 1875-ös megalapítása. Több cikluson át (1878–79., 1888–89., 1893–94., 1900–01) volt a bölcsészkar dékánja, és az egyetem rektora (1886–87., 1901–02.). 1886 októberében elmondott rektori beiktató beszédében hangsúlyozta a statisztikai kutatások szükségességét a közigazgatásban. Második rektori ciklusának idején 1901/1902-ben iratkozhattak be az egyetemre az első nappali tagozatos diáklányok.  1886-tól a Jugoszláv Tudományos és Művészeti Akadémia (JAZU) rendes tagja volt. Az akadémián tagként és főtitkárként is tevékenykedett. Több parlamenti cikluson át (1877–82., 1887–92., 1897–1908) volt ellenzéki országgyűlési képviselő. Ellenezte a magyar nyelv horvátországi elterjesztését és Horvátország Magyarországgal szembeni anyagi alárendeltségét. A fiumei kérdésben 1881-ben elhangzott parlamenti beszéde miatt átmenetileg felfüggesztették egyetemi állásából és parlamenti mandátumát is át kellett adnia. A horvát jogtudósokat statisztikai, kereskedelmi, állam- és közigazgatási jogi elemzésekkel bízta meg. 1909-ben rövid betegség után hunyt el. A zágrábi Mirogoj temetőben nyugszik.

## Emlékezete
1928 óta az ő nevét viseli a zágrábi Vrbanićeva utca.